# Rádio-escuta
Rádio-escuta é uma profissão que tem como objetivo acompanhar o noticiário divulgado pelos veículos eletrônicos e chamados para polícias/bombeiros em busca de pauta para programas jornalísticos.
Normalmente os aspirantes a jornalista começam como rádio-escuta e pouco a pouco vão conquistando espaço dentro da emissora.

## Origem do Nome e Funções
O nome deriva do fato de que antigamente, quando o noticiário policial tinha muito espaço na imprensa, o rádio usado por esses profissionais captava as ondas dos rádio comunicadores da polícia e assim era possível saber sobre crimes e ocorrências policiais.
Por conta disso, o rádio-escuta deve ser um profissional antenado, que sabe das linguagens em código do rádio da polícia: QSL = entendido, TKS = obrigado, QTH = local da ocorrência, QRA = nome da vítima ou suspeito, e assim vai.